# Halvány harangvirág
A halvány harangvirág (Campanula cervicaria) a fészkesvirágzatúak (Asterales) rendjébe, ezen belül a harangvirágfélék (Campanulaceae) családjába tartozó évelő faj.

## Elterjedése
A Magyar-Középhegységben, többek között a Mátrában is megtalálhatóak állományai, valamint a Dunántúlon gyakoribb, de az Alföldön is előfordul, a száraz gyepekben, tölgyesekben,  többek közt a Gödöllői-dombság területén él.

## Megjelenése

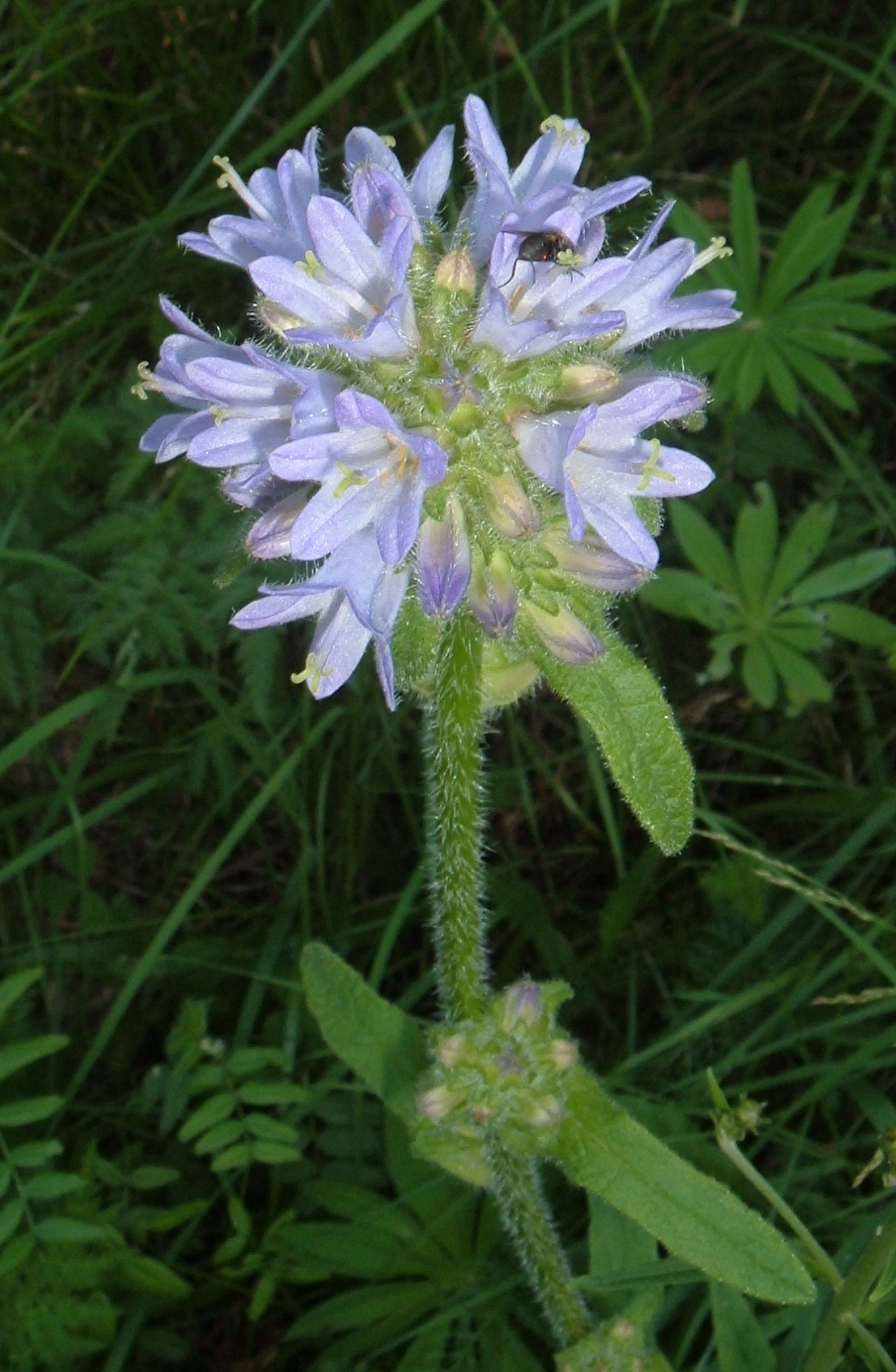
A virágzat csúcsálló

Hasonlít a csomós harangvirágra (Campanula glomerata), de valamivel ritkábban fordul elő, érdesebb szőrű, a virágok színe halványabb és alsó levelek nem szívesek, hanem nyélbe keskenyedők.

## Életmódja
A virágzási ideje júniustól szeptemberig tart.